# Séverine Werbrouck
Séverine Werbrouck (nascida a 31 de Outubro de 1970) é uma política francesa do Reagrupamento Nacional que foi eleita membro do Parlamento Europeu em 2024. Serviu anteriormente no Conselho Regional de Nouvelle-Aquitaine e no conselho municipal de Saint-Pierre-d'Oléron. Nas eleições legislativas francesas de 2007, foi candidata do Movimento pela França no 4.º círculo eleitoral de Charente-Maritime e, nas eleições legislativas de 2017 e 2022, foi candidata pelo 5.º círculo eleitoral de Charente-Maritime. É esposa de Pascal Markowsky, que foi eleito para a Assembleia Nacional em 2024.